# رود کاکهاشی
رود کاکهاشی (به لاتین: Kakehashi River) یک رود در ژاپن است که در استان ایشیکاوا واقع شده‌است.